# Stylocline
Stylocline es un pequeño género de plantas fanerógamas perteneciente a la familia de las asteráceas. Comprende 15 especies descritas y de estas, solo 7 aceptadas.

## Descripción
Se trata generalmente de pequeñas plantas y ciertas especies son difíciles de distinguir unas de otras debido a que las características de identificación son demasiado pequeñas para verse a simple vista. Son plantas anuales con textura de lana, peludas. Los tallos terminan en cabezas de flores de disco o flores tubulares pistiladas. Los frutos son lisos y brillantes y encapsulados dentro de la cabeza del disco. Es nativa del suroeste de Estados Unidos y norte de México.

## Taxonomía
El género fue descrito por Thomas Nuttall y publicado en Transactions of the American Philosophical Society, new series 7: 338–339. 1840.
Etimología
Stylocline: nombre genérico que deriva del griego y significa "lecho de la columna", en referencia a su largo receptáculo.

## Especies aceptadas
A continuación se brinda un listado de las especies del género Stylocline aceptadas hasta octubre de 2014, ordenadas alfabéticamente. Para cada una se indica el nombre binomial seguido del autor, abreviado según las convenciones y usos.
- Stylocline citroleum  Morefield
- Stylocline gnaphaloides
- Stylocline intertexta  Morefield
- Stylocline masonii  Morefield
- Stylocline micropoides
- Stylocline psilocarphoides
- Stylocline sonorensis  Wiggins